# Pannin Charnmanoon
Pannin Charnmanoon (พัณณิน ชาญมนูญ), nota anche con lo pseudonimo di Pineare (พายอาร์) (3 marzo 1998), è un'attrice televisiva thailandese, conosciuta in particolare per l'interpretazione di Yuri in Love Sick: The Series - Rak wun wai run saep.

## Filmografia

### Televisione
- Love Sick: The Series - Rak wun wai run saep - serie TV (2014-2015)
- Rak + krian nakrian 4 phak - Part of Love - serie TV, 17 episodi (2015)
- Nong mai rai borisut - serie TV (2016)
- Bangoen rak - Love by Chance - serie TV (2018)
- Until We Meet again - The Series (2019)

## Discografia

### Singoli
- 2014 - Sai tah yao (con il cast di "Love Sick: The Series - Rak wun wai run saep")